# Гунди
 Тази статия е за вида гризачи.  За българския футболист вижте Георги Аспарухов.  
Гунди (Ctenodactylus gundi) са вид дребни бозайници от семейство Гребенопръсти (Ctenodactylidae).
Разпространени са в Северозападна Африка, по южните склонове на Атласките планини до надморска височина 2900 метра. Живеят в полупустинни местности и се хранят с листа, стъбла и семена на растения, които търсят на големи разстояния. Достигат дължина 16 – 20 сантиметра и маса около 185 грама.